# Estadio Ramaz Shengelia
El Estadio Ramaz Shengelia, hasta 2015 llamado Estadio Givi Kiladze (en georgiano: გივი კილაძის სტადიონი), es un estadio multiusos ubicado en la ciudad de Kutaisi, Georgia. Fue inaugurado en 1949 y sometido a una completa remodelación en 2010, con lo que alcanzó una capacidad para 19 400 espectadores (todos sentados), siendo el estadio en el que disputa sus partidos el club Torpedo Kutaisi, equipo de la Umaglesi Liga. Es el tercer estadio con más capacidad del país.
En 2015 adopta su nuevo nombre en homenaje a Ramaz Shengelia, considerado uno de los mejores futbolistas de la historia en Georgia, y ex seleccionado de la Unión Soviética.